# Bloodsport (álbum)
Bloodsport es el nombre del tercer álbum de la banda inglesa Sneaker Pimps. Es el último lanzado, dado que SP4 jamás vio la luz comercialmente hablando (se filtró por internet). Fue publicado en enero de 2002 y no recibió críticas muy favorables.
Después de Bloodsport los integrantes de Sneaker Pimps se han concentrado en otros proyectos, como otras bandas, proyectos solistas (en el caso de Chris Corner) y producir otros artistas, como Client y Robots In Disguise.

## Lista de canciones
1. "Kiro TV" (3:43)
2. "Sick" (4:14)
3. "Small Town Witch" (4:48)
4. "Black Sheep" (4:00)
5. "Loretta Young Silks" (5:58)
6. "M'aidez" (5:12)
7. "The Fuel" (4:50)
8. "Bloodsport" (5:24)
9. "Think Harder" (4:43)
10. "Blue Movie" (4:08)
11. "Grazes" (6:43)